# Tropidonophis mcdowelli
Espèce
Tropidonophis mcdowelli est une espèce de serpents de la famille des Natricidae.

## Répartition
Cette espèce est endémique de Nouvelle-Guinée. Elle se rencontre tant dans la partie Papouane-néo-guinéenne que dans la partie indonésienne.

## Étymologie
Cette espèce est nommée en l'honneur de Samuel Booker McDowell.

## Publication originale
- Malnate & Underwood, 1988 : Australasian natricine snakes of the genus Tropidonophis. Proceedings of the Academy of Natural Sciences of Philadelphia, vol. 140, no 1, p. 59-201